# Famiano Nardini
Famiano Nardini, noto anche come Nardino e Famianus Nardinus, (Capranica, 10 luglio 1600  – Roma, 1661), è stato un archeologo italiano.

## Biografia
Figlio di Stefano Nardini, notaro, nasce a Capranica da una famiglia di origini senesi il 10 luglio 1600. Nardini è l'autore di Roma antica, uno studio topografico, archeologico e monumentale sull'antica Roma, pubblicato postumo nel 1666 e riedito più volte. Il testo, tradotto in latino da Jacobus Tollius, fu inserito nel Thesaurus antiquitatum Romanarum del Grevio. Una edizione fu stampata nel XIX secolo da Antonio Nibby con note, aggiunte e 45 tavole di figure.
Ha anche scritto un testo Descrizione dell'antica Veio pubblicato nel 1647 e dedicato al cardinale Antonio Barberini.

## Opere
- (LA) Famiano Nardini, Roma vetus, libri VIII, in Johann Georg Graeve (a cura di), Thesaurus antiquitatum Romanarum, vol. 5, François Halma, Pieter van der Aa, 1697,  pp. 877-1460. URL consultato il 21 aprile 2020.
- Famiano Nardini, Roma antica, vol. 1, 3ª ed., Roma, a spese di Carlo Barbiellini; nella Stamperia di Lorenzo Capponi presso il Palazzo di Firenze, 1771.
- Famiano Nardini, Roma antica, vol. 2, 3ª ed., Roma, a spese di Carlo Barbiellini; nella Stamperia di Lorenzo Capponi presso il Palazzo di Firenze, 1771.
- Famiano Nardini, Roma antica, vol. 3, 3ª ed., Roma, a spese di Carlo Barbiellini; nella Stamperia di Lorenzo Capponi presso il Palazzo di Firenze, 1771.
- Famiano Nardini, Roma antica, vol. 4, 3ª ed., Roma, a spese di Carlo Barbiellini; nella Stamperia di Lorenzo Capponi presso il Palazzo di Firenze, 1771.